# Divizia A (Moldavië)
De Divizia A is het tweede niveau van het voetbal in Moldavië.
De competitie is in 1992 gestart en er nemen ook tweede elftallen van clubs uit de Divizia Națională deel. De kampioen, mits geen tweede elftal, promoveert. De onderste twee ploegen degraderen naar de Divizia B die uit twee regionale groepen bestaat.

## Kampioenen
- 1992: Nistru Otaci
- 1992-93: Vilia Briceni
- 1993-94: MHM 93 Chișinău
- 1994-95: Constructorul Chișinău
- 1995-96: Locomotiv Basarabeasca
- 1996-97: Moldova-Gaz Chișinău
- 1997-98: Sheriff Tiraspol
- 1998-99: FC Zimbru-2 Chișinău
- 1999-00: FC Sheriff-2 Tiraspol
- 2000-01: FC Sheriff-2 Tiraspol
- 2001-02: Dacia Chișinău
- 2002-03: Tiligul Tiraspol
- 2003-04: Steaua Chișinău
- 2004-05: FC Dinamo Bender
- 2005-06: FC Zimbru-2 Chișinău
- 2006-07: FC Zimbru-2 Chișinău
- 2007-08: FC Sheriff-2 Tiraspol
- 2008-09: FC Viitorul
- 2009-10: FC Costuleni
- 2010-11: CF Locomotiv Bălți
- 2011-12: FC Sheriff-2 Tiraspol
- 2012-13: FC Veris
- 2013-14: FC Saxan
- 2014-15: FC Sheriff-2 Tiraspol
- 2015-16: FC Spicul Chișcăreni
- 2016-17: FC Sheriff-2 Tiraspol
- 2017: Victoria Bardar
- 2018: FC Codru Lozova
- 2019: FC Floreşti
- 2020/21: FC Bălți
- 2021/22: FC Sheriff-2 Tiraspol
- 2022/23: FC Dacia Buiucani
- 2023/24: FC Florești
- 2024/25: FC Dacia Buiucani

FC Fălești ·
FC Floreşti · 
Iskra Rîbnița · 
FC Oguz Comrat ·
Olimp Comrat · 
Real Sireți ·
Sheriff 2 ·
FC Stăuceni ·
FCM Ungheni ·
Univer Comrat ·
Victoria ·
Zimbru Chisinau 2
Albanië · 
Andorra · 
Armenië · 
Azerbeidzjan · 
België (tot 2016 / vanaf 2016) ·
Bhutan ·
Bosnië-Herzegovina (BiH) · 
Bosnië-Herzegovina (RS) · 
Bulgarije · 
Curaçao · 
Cyprus · 
Denemarken · 
Duitsland · 
Engeland · 
Estland · 
Faeröer · 
Finland · 
Frankrijk · 
Georgië · 
Gibraltar · 
Griekenland · 
Hongarije · 
Ierland · 
IJsland · 
Israël · 
Italië · 
Kazachstan · 
Kosovo · 
Kroatië · 
Letland · 
Litouwen · 
Luxemburg · 
Malta · 
Moldavië · 
Montenegro · 
Nederland · 
Noord-Ierland · 
Noord-Macedonië · 
Noorwegen · 
Oekraïne · 
Oostenrijk · 
Polen · 
Portugal · 
Roemenië · 
Rusland · 
Schotland · 
Servië · 
Servië en Montenegro (FR Joegoslavië) ·
Slovenië · 
Slowakije · 
Sovjet-Unie · 
Spanje · 
Tsjechië · 
Tsjecho-Slowakije ·
Turkije · 
Turkse Republiek Noord-Cyprus · 
Wales (Noord) · 
Wales (Zuid) · 
Wit-Rusland · 
Zweden · 
Zwitserland